# Ardour
Ardour는 리눅스, macOS, FreeBSD, 마이크로소프트 윈도우에서 실행되는 하드 디스크 레코더이자 디지털 오디오 워크스테이션 애플리케이션이다. 주 개발자는 잭 오디오 커넥션 킷을 책임지기도 했던 폴 데이비스이다. 전문가에 적합한 디지털 오디오 워크스테이션을 개발하는 것이 의도였다.
GPL 2.0 이상으로 라이선스된 자유 소프트웨어이다.

## 같이 보기
- 디지털 오디오 워크스테이션